# Major Uzunovo
Major Uzunovo (bulgariska: Майор Узуново) är ett distrikt i Bulgarien.   Det ligger i kommunen Obsjtina Vidin och regionen Vidin, i den nordvästra delen av landet, 160 km norr om huvudstaden Sofia.
Trakten runt Major Uzunovo består till största delen av jordbruksmark. Runt Major Uzunovo är det ganska tätbefolkat, med 100 invånare per kvadratkilometer.